# Hilara recurva
Hilara recurva är en tvåvingeart som beskrevs av Smith 1969. Hilara recurva ingår i släktet Hilara och familjen dansflugor. Inga underarter finns listade i Catalogue of Life.